# Marko Đurić

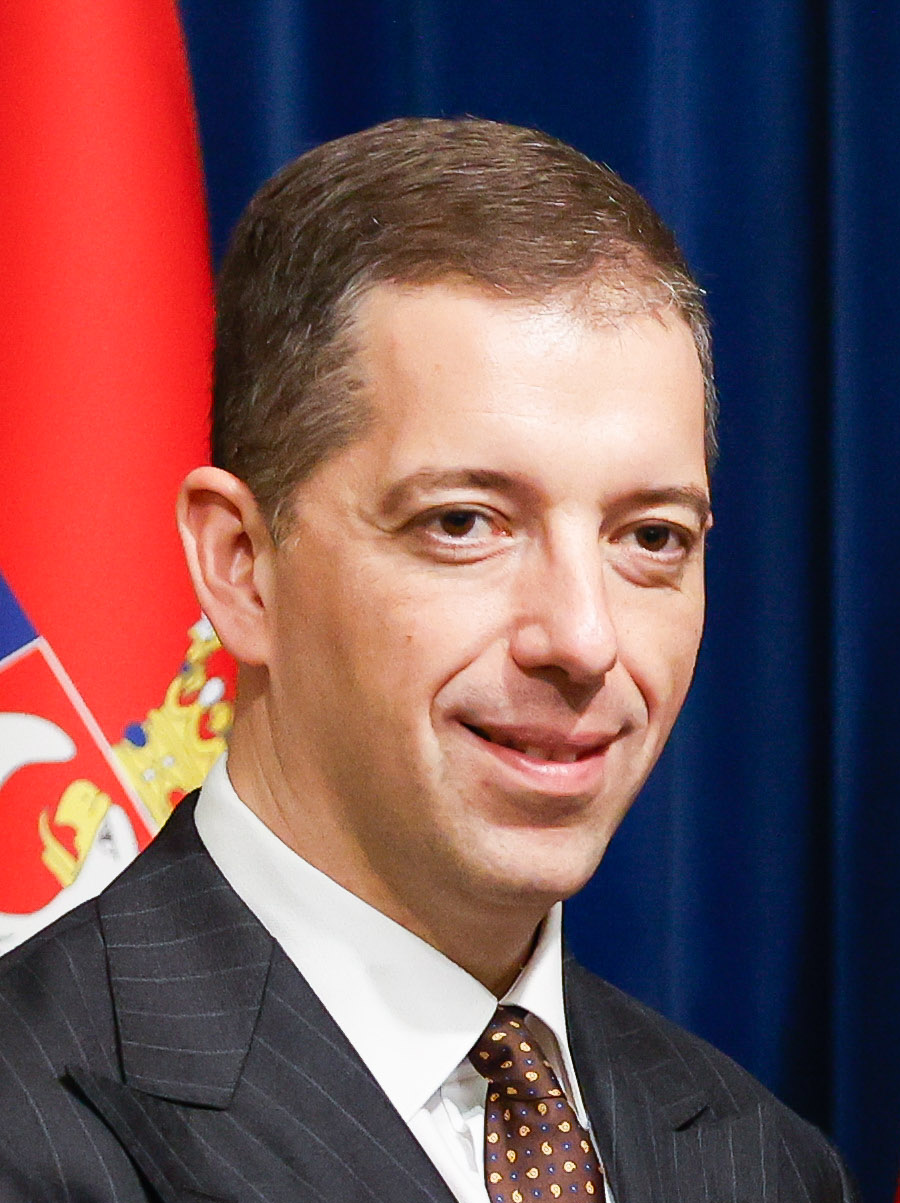
Marko Đurić (2024)

Marko Đurić (serbisch-kyrillisch Марко Ђурић; * 25. Juni 1983 in Belgrad, SR Serbien, Jugoslawien) ist ein serbischer Jurist, Politiker und Diplomat, der seit 2024 als Außenminister Serbiens amtiert. Zuvor war er ab 2020 Botschafter Serbiens in den Vereinigten Staaten von Amerika.

## Herkunft und Ausbildung
Đurićs Urgroßonkel ist Nikola Pašić, der in der ersten Hälfte des 20. Jahrhunderts Ministerpräsident von Serbien und Jugoslawien war. Über Mira Šenberger, seine Großmutter mütterlicherseits, ist er jüdischer Abstammung. Đurić wuchs in Belgrad auf und besuchte ein örtliches Gymnasium. Er begann ein Studium an der Rechtswissenschaftliche Fakultät der Universität Belgrad im Jahr 2002 und schloss sein Studium 8 Jahre später in Novi Sad ab. Đurić spricht fließend Serbisch und Englisch, hat eine Zeit lang in Israel gelebt, weshalb er auch Hebräisch beherrscht und hat Grundkenntnisse in Französisch.

## Politische Karriere
Er trat 2000 der Bewegung Otpor! bei, die eine wichtige Rolle beim Sturz von Slobodan Milošević spielte. Während seiner Studienzeit betätigte er sich politisch und moderierte die politische Jugendsendung Radio Belgrad 202 bei Radio-Televizija Srbije 2001 und 2002. Von 2002 bis 2008 war er Mitglied der Studentenvertretung an seiner Fakultät.
2009 gehörte er zu den Gründungsmitgliedern der Serbischen Fortschrittspartei und begann im folgenden Jahr für Aleksandar Vučić zu arbeiten. 2012 wurde er außenpolitischer Berater des serbischen Präsidenten, wo er mithalf diplomatische Treffen zu organisieren. Er war auch an Verhandlungen zwischen Serbien und dem Kosovo und hinsichtlich eines möglichen serbischen EU-Beitritts beteiligt. 
Am 2. September 2013 wurde er zum Direktor des Büros für Kosovo und Metochien in der serbischen Regierung ernannt, welche für den Kosovo zuständig ist, der als eine "abtrünnige Provinz" von Serbiens Regierung betrachtet wird. Nach illegaler Einreise in das Kosovo wurde er während des Treffens mit örtlichen Serben am 26. März 2018 in Nord-Mitrovica durch die Spezialeinheiten der kosovarischen Polizei auf dem Staatsgebiet Kosovos verhaftet, nach Pristina gebracht und später des Landes verwiesen. Der Vorfall sorgte für Proteste in Serbien.
Am 8. Oktober 2020 wurde Đurić als Nachfolger von Đerđ Matković zum neuen Botschafter Serbiens in den Vereinigten Staaten ernannt. Er war in dieser Funktion auch nicht-residierender Botschafter Serbiens in Suriname, Antigua und Barbuda, Kolumbien und St. Kitts und Nevis.
Đurić wurde am 2. Mai 2024 als Nachfolger von Ivica Dačić zum Außenminister im Kabinett Vučević ernannt. Dieses Amt führt er seit dem 16. April 2025 auch im Kabinett Macut fort.

## Privatleben
Er ist mit Andrijana Đurić verheiratet und Vater der drei Töchter Jovana, Milica und Đurđa.
Er ist ein leidenschaftlicher Läufer und nahm am Berlin-Marathon 2019 teil.